# Krenkingen
Krenkingen ist eine Ortschaft im Südschwarzwald, Region Hochrhein, und ein Stadtteil der Großen Kreisstadt Waldshut-Tiengen des Landkreises Waldshut im südbadischen Teil von Baden-Württemberg in Deutschland.

## Geographie

### Lage
Krenkingen liegt im Südschwarzwald am westlichen Hang des von Norden nach Süden verlaufenden Steinatals. Die Gemarkung erstreckt sich über den Bergrücken bis hin zur Schlücht im Westen. Der Hauptort selbst liegt auf 531 m ü. NN.

### Ortschaftsgliederung
Zur Ortschaft Krenkingen gehören zwei kleine Weiler, das auf dem Bergrücken gelegene Berghaus und das im Westen am Hang zur Schlücht gelegene Hagnau.

### Einwohnerentwicklung
Einwohnerzahlen des Hauptortes inklusive der Weiler Berghaus und Hagnau.
| Jahr | Einwohner |
| ---- | --------- |
| 1871 | 300       |
| 1900 | 230       |
| 1925 | 258       |
| 1939 | 265       |
| 1950 | 318       |
| 1961 | 278       |
| 1970 | 253       |
| 2004 | 245       |
| 2023 | 279       |

## Geschichte
Der Ort Krenkingen wird 1152 erstmals als Chreinchingen genannt. Die Ministerialen, Ritter und Freiherren von Krenkingen, 1202, Burch.miles et ministerialis domini Lutoldi de Kreinkingin, errichteten um das 11. Jahrhundert zuerst die Burg Altkrenkingen. Die neuere – im 13. Jahrhundert erbaute – und größere Burg Krenkingen, die aber bereits 1361 als Burgstall bezeichnet wird (nicht zu verwechseln mit Neu-Krenkingen oder auch Burg Gut-Krenkingen), lag etwa 100 m nördlich von der Ruine Alt-Krenkingen auf der gleichen Bergschulter, der Burghalde. Als erster Krenkinger ist ein Adilhardus de Chreingingen erwähnt zu Allerheiligen in Schaffhausen 1102. Die Krenkinger gelten als die Erbauer der Burg Tiengen. Sie besassen große Besitzungen im Klettgau, die Gutenburg, die Weißenburg sowie Burg Neukrenkingen und die Burg Roggenbach (dort den Weißenburger Turm) und weitere. Sie stellten Äbte im Kloster Rheinau, Konstanz, Kloster Reichenau und Strassburg. Als bekanntester Vertreter seines Geschlechts gilt der Abt von Reichenau und Bischof von Konstanz, Diethelm von Krenkingen. Der Vorname Diethelm ist kennzeichnend für die Krenkinger. Die verschuldeten Freiherren mussten 1361 die Herrschaft Gutenburg an Walter und Burkard von Hohenfels verkaufen. 1482 erwarb das Kloster St. Blasien das Dorf von den Herren von Rumlang.

### Dorfbrände
Aus einer Sammlung von Einblattdrucken des 16. Jahrhunderts ist ein illustrierter Dorfbrand vom 3. März 1581 überliefert, bei dem 7 Häuser mit Speicher und Scheunen in Flammen aufgingen. Ein Text neben der Illustration vermerkt weiter, dass ein Mann verbrannt sei, und listet quantitativ die Tiere und Naturalien auf, die ein Raub der Flammen wurden.
1875 verbrannten bei einem Großbrand 22 Häuser.

### Kirche

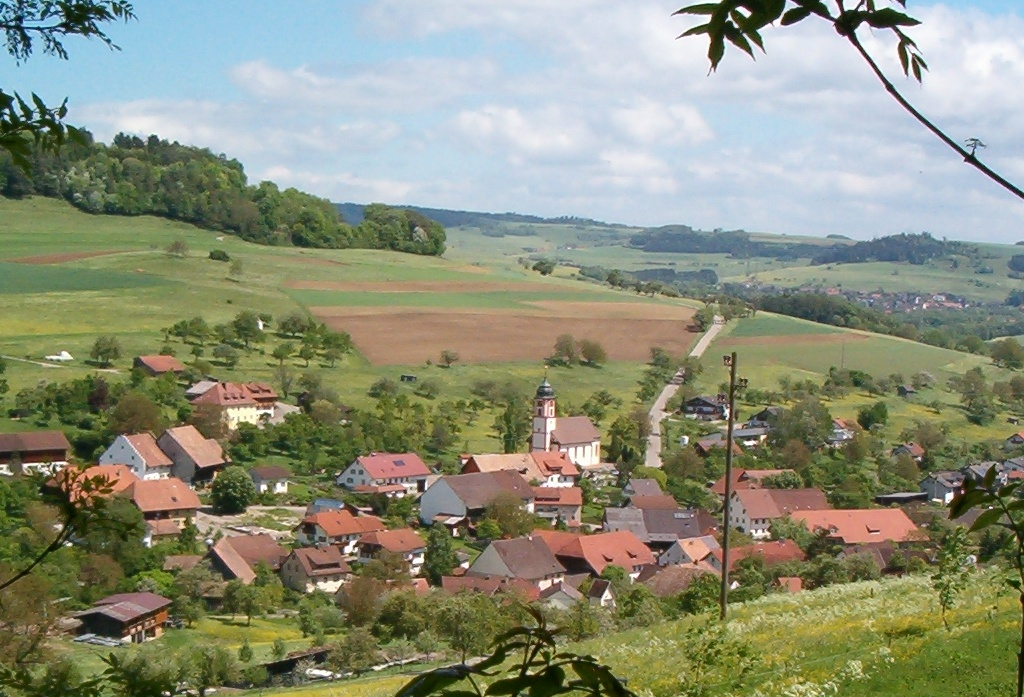
Blick auf Krenkingen

Die erste bekannte Kirche, die etwas westlich der heutigen Kirche lag, wurde im Jahr 1565 unter Abt Caspar I. errichtet. Da die älteste Glocke in Krenkingen deutlich älter ist, muss eine noch ältere Kirche existiert haben. In den Jahren 1766 und 1767 wurde die heutige Kirche wohl durch Ferdinand Weitzenegger erbaut. Die Kirche in Krenkingen verfügt über drei sehr alte Glocken.
- Die älteste Glocke ist vom Jahr 1505, hat einen Durchmesser von 103 cm am Glockenmund und wiegt ca. 800 kg. Als Glockengießer ist Josef Eger vermerkt.
- Die zweitälteste Glocke ist vom Jahr 1561, hat einen Durchmesser von 90 cm am Glockenmund und wiegt ca. 500 kg. Glockengießer war H. Lamprecht.
- Die jüngste Glocke stammt aus der Zeit des Dreißigjährigen Krieges und datiert vom Jahr 1637. Sie hat einen Durchmesser von 73 cm und wiegt ca. 250 kg. Die Entstehungszeit wird auf der Glocke mit „GROSSEM KRIEG UND ZWITRACHT“ beschrieben, der Glockengießer war Sebastian Zimmermann aus Waldshut, und als Spender von 100 Gulden ist der Wundarzt des Dorfes, Caspar Fischer, auf der Glocke verewigt.

Krenkingen war zunächst nach Tiengen, später nach Aichen eingepfarrt. 1722 wurde Krenkingen eine eigenständige Pfarrei.

### Politische Zugehörigkeit
Krenkingen war in frühester Zeit eine Gemeinde innerhalb der Herrschaft Krenkingen, später eine Vogtei unter dem Obervogteiamt Gutenburg des Klosters St. Blasien und ging mit der Gründung der st-blasischen Reichsherrschaft Bonndorf in diese über. Im Rahmen der Neuordnung Europas unter Napoleon wurden die st-blasischen Orte nacheinander verschiedenen Herren zugesprochen. 1806 wurden im Ort für ein halbes Jahr die Wappenbleche des Königreiches Württemberg angeschlagen, bis der Ort schließlich im Rahmen einer Vereinbarung zur Grenzbereinigung an das Großherzogtum Baden fiel. Am 1. Juli 1974 wurde Krenkingen in die Stadt Tiengen/Hochrhein eingegliedert. Diese fusionierte am 1. Januar 1975 mit Waldshut zur neuen Stadt Waldshut-Tiengen.

## Politik

### Ortschaft
Krenkingen ist eine Ortschaft im Sinne des baden-württembergischen Kommunalrechts. Die Ortschaft verfügt damit über eine eng begrenzte Selbstverwaltung. Organe dieser Selbstverwaltung sind der Ortschaftsrat und der Ortsvorsteher.

### Ortsvorsteher
Seit der Eingemeindung zur Großen Kreisstadt Waldshut-Tiengen trägt der Leiter der Ortschaftsverwaltung die Amtsbezeichnung Ortsvorsteher.
Ortsvorsteher ist Frank Kaiser.
Bürgermeister der ehemaligen Gemeinde Krenkingen
- 1966–1974 Andreas Kaiser

Ortsvorsteher der Ortschaft Krenkingen
- 1974–1982: Andreas Kaiser
- 1982–2004: Dieter Schwenninger
- seit 2004: Frank Kaiser

## Wirtschaft und Infrastruktur

### Verkehrsanbindung
Hauptverkehrsanbindung ist die Kreisstraße 6556, die von der Landstraße 158 im Schlüchttal von Krenkingen aus nach 2 km zur L 159 im Steinatal führt.

### Bauwerke
- kath. Kirche
- Burgruine Krenkingen
- Gemeindehaus

## Persönlichkeiten
- Diethelm von Krenkingen († 1206), Abt des Klosters Reichenau und seit 1198 Bischof des Bistums Konstanz
- Caspar Fischer, (* um 1590, † um 1663), Krenkinger Wundarzt, Vogt, Kirchenpfleger und Verfasser einer umfassenden Handschrift zum Medizinalwissen seiner Zeit.
- Johannes Fischer, (* 1613 in Krenkingen, † 1683 in Wels/A), Stadtphysicus in Linz, Geheimer Rat in Salzburg, Landphysicus in Wels.
- Conrad Fischer (* 24. November 1631 in Krenkingen; † 6. Juni 1701 Forbes, Südböhmen, heute Tschechien), war Ordensbruder, Professor und Canonicer beim Stift Klosterneuburg an der Donau, später Propst des Klosters Forbes.
- Caspar Fischer (Jun.) (* um 1620 in Krenkingen, † vor 1696 in Krenkingen), war Sohn des gleichnamigen Wundarztes und wie dieser Kirchenpfleger und Vogt.
- Ferdinand Freiherr Fechtig von Fechtenberg (* 1756 in Krenkingen, † 1837), Bauernsohn, Jurist, in den Adelsstand erhobener österreichischer Staatsminister und Ehrenbürger der Stadt Wien
- Max Mutzke (* 1981 in Krenkingen), Sänger und Teilnehmer am Eurovision Song Contest 2004